# Chienda
Chienda (ros. Хенда) – wieś w Rosji, w Dagestanie, w rejonie gunibskim. W 2010 liczyła 39 mieszkańców, głównie Awarów.